# Lasiostola heterogena
Lasiostola heterogena là một loài bọ cánh cứng trong họ Tenebrionidae. Loài này được Fischer-Waldheim miêu tả khoa học năm 1844.